# Manuel Alcalde Fornieles
Manuel Alcalde Fornieles (Pedanía de Paulenca, Guadix, Andalusia, 31 de desembre de 1956 — Guadix, Andalusia, 23 d'abril de 2004) va ser un atleta i entrenador, especialitzat en proves de marxa atlètica.
Nascut en el si d'una família humil de nou germans, amb setze anys emigrà al Prat de Llobregat, on ja es trobaven els seus germans grans, cercant treball i una oportunitat. Ben aviat troba feina en un taller, com a aprenent de torner, amb una jornada de dotze hores. Començà a practicar la marxa amb dinou anys, sota les ordres de Moisès Llopart i Aguilera, en el GCR la Seda. També fou atleta del Futbol Club Barcelona i del club de la Policia Nacional. En el Campionat d'Espanya fou dos cops campió dels 20 quilòmetres marxa en pista, en 1980 i en 1984, i campió dels 50 quilòmetres marxa en 1987. Participà en dos Campionats d'Europa, els anys 1982 i 1986, tres Campionats del Món, el 1983, 1987 i 1991, dos Jocs Olímpics, en 1984 i 1988, i sis Copes del Món de marxa. El 1986 guanyà el Campionat de Catalunya de marxa en ruta. L'any 1991 abandonà la marxa d'elit després d'haver estat 29 vegades internacional. Obrí una escola de marxa atlètica a la seva terra natal i entrenà esportistes com Paquillo Fernández i María Vasco.
En reconeixement seu el Centre Andalus d'Entrenament de Marxa Atlètica, a Guadix, i el parc de Paulenca, porten el seu nom.

## Resultats
| Any                       | Competició                     | Lloc                               | Resultat | Distància      |
| ------------------------- | ------------------------------ | ---------------------------------- | -------- | -------------- |
| 1983                      | Copa del Món de Marxa Atlètica | Bergen, Noruega                    | 10è      | 50 quilòmetres |
| 1983                      | Campionat del Món d'atletisme  | Hèlsinki, Finlàndia                | 15è      | 50 quilòmetres |
| 1984                      | Jocs Olímpics de Los Ángeles   | Los Ángeles, Estats Units          | 9è       | 50 quilòmetres |
| 1985                      | Copa del Món de Marxa Atlètica | Illa de Man, Illa de Man           | 9è       | 50 quilòmetres |
| 1986                      | Campionat d'Europa d'atletisme | Stuttgart, Alemanya                | DNF      | 50 quilòmetres |
| 1987                      | Campionat del Món d'atletisme  | Roma, Itàlia                       | DNF      | 50 quilòmetres |
| 1988                      | Jocs Olímpics de Seúl          | Seul, Corea del Sud                | 25è      | 50 quilòmetres |
| 1989                      | Copa del Món de Marxa Atlètica | Hospitalet de Llobregat, Catalunya | 20è      | 50 quilòmetres |
| DNF-No finalitza la proba |                                |                                    |          |                |